# 朝鮮語の南北差
朝鮮語の南北差（ちょうせんごのなんぼくさ）では、大韓民国（以下「韓国」という。）と朝鮮民主主義人民共和国（以下「朝鮮」という。）における朝鮮語の言語的差異を扱う。なお、適宜中華人民共和国・吉林省延辺朝鮮族自治州（以下「中国」という。）の朝鮮語についても扱う。
韓国・朝鮮で用いられている言語はいずれも分断国家となる以前の標準朝鮮語を引き継ぐものであり、言語としては同一であるが、国家分断の長期化とともに細かな点でいくつかの差異が見られる。以下に韓国・朝鮮の言語規範を中心に言語的な差異を記述する。
漢字使用の問題については「漢字復活論」を参照。また正書法については「朝鮮語の正書法」を参照。

## 総論
朝鮮語の正書法は、1933年に朝鮮語学会が制定した「朝鮮語綴字法統一案（한글 맞춤법 통일안）」が朝鮮解放後も引き続き南北で用いられたが、1948年の大韓民国と朝鮮民主主義人民共和国成立後、両国はそれぞれ異なる言語政策をとることとなった。
南北で言語規範を別々に改訂することによる正書法や発音法上の相違点の拡大に加えて、近年では外来語の取り入れ方の違いが目立つようになり、南北の出身者が意思疎通に支障を来している例も報告されている。

### 朝鮮
朝鮮では、1954年に「朝鮮語綴字法（조선어 철자법）」を制定し、現行正書法における章配列の基礎が形成されるとともに、これにより規範上、はじめて南北の正書法に差異が生じた。
続いて、1960年代に入りいわゆる主体思想が台頭するのとあいまって、言語政策が大きく転換された。そして金日成「朝鮮語を発展させるためのいくつかの問題」（1964年）、金日成「朝鮮語の民族的特性を正しく生かすことについて」（1966年）を受け、1966年に内閣直属の国語査定委員会が「朝鮮語規範集（조선말규범집）」を発表し、これにより主に分かち書きの面において南北の言語規範の差異が拡大した。その後1987年にこの「朝鮮語規範集」が改訂されたが、分かち書きに関しては、さらに2000年に「朝鮮語分かち書き規範（조선말 띄여쓰기규범）」、2003年に「分かち書き規定（띄여쓰기규정）」が別途制定され、これが使用された。
「朝鮮語規範集」については、2010年に再び改訂が行われ（主に発音法）、これが2023年現在最新の言語規範である。

### 韓国
韓国では、1933年の「朝鮮語綴字法統一案」を引き続き用いつつ、数次の草案制定作業が行われ、「ハングル正書法（한글 맞춤법）」および「標準語規定（표준어 규정）」を定め、これにより多少南北間の差異が拡大した。その後、2014年および17年に「ハングル正書法」が改正され現在に至る。

### 中国
中国では、1977年の「東北３省朝鮮語文事業協議領導小組」成立により、初めて政府次元における規範化事業が行われ、1985年に最初の『朝鮮語規範集』が出版された。
その後、1986年から中国朝鮮語査定委員会の指導課に本格的な規範化事業が行われ、1996年に『朝鮮語規範集（修正本）』を出版した。更に、2007年に部分的修正を経た『朝鮮語規範集』が、2016年に一部内容を修正補充した『朝鮮語規範集』が出版され、2025年現在の最新版となっている。

## 字母
朝鮮語を表記するのに用いられる字母については、韓国と朝鮮・中国で違いがない。
ただし、ㅌの字形に関して、韓国では、の字体が主に用いられるのに対して、朝鮮では、専ら（）の字体が用いられる。また、中国では、『朝鮮語規範集』や『朝鮮語大辞典』（明朝体の部分に限る。）等の規範的文件を除けば、の字体が主に用いられる。その他にも、字形・デザイン差のレベルでは、細かな違いが存在している。

字母に関して、韓国では合成母音字母ㅐ，ㅒ，ㅔ，ㅖ，ㅘ，ㅙ，ㅚ，ㅝ，ㅞ，ㅟ，ㅢ、および合成子音字母ㄲ，ㄸ，ㅃ，ㅆ，ㅉは独立した字母として扱われないが、朝鮮・中国ではこれらの合成字母も独立した字母として扱われる。

一部の子音字母については、韓国、朝鮮と中国でその名称が異なる。
| 字母 | 名称   | 名称   | 名称   | 発音              | 発音              | 発音              |
| 字母 | 韓国   | 朝鮮   | 中国   | 韓国              | 朝鮮              | 中国              |
| ---- | ------ | ------ | ------ | ----------------- | ----------------- | ----------------- |
| ㄱ   | 기역   | 기윽   | 기윽   | [-역(여기, 여글)] | [-윽(으기, 으글)] | [-윽(으기, 으글)] |
| ㄷ   | 디귿   | 디읃   | 디읃   | [-귿(그시, 그슬)] | [-읃(으지, 으들)] | [-읃(으시, 으슬)] |
| ㅅ   | 시옷   | 시읏   | 시읏   | [-옫(오시, 오슬)] | [-읃(으시, 으슬)] | [-읃(으시, 으슬)] |
| ㅈ   | 지읒   | 지읒   | 지읒   | [-읃(으시, 으슬)] | [-읃(으지, 으즐)] | [-읃(이시, 으슬)] |
| ㅊ   | 치읓   | 치읓   | 치읓   | [-읃(으시, 으슬)] | [-읃(으치, 으츨)] | [-읃(이시, 으슬)] |
| ㅋ   | 키읔   | 키읔   | 키읔   | [-윽(으기, 으글)] | [-윽(으키, 으클)] | [-윽(으기, 으글)] |
| ㅌ   | 티읕   | 티읕   | 티읕   | [-읃(으시, 으슬)] | [-읃(으치, 으틀)] | [-읃(으시, 으슬)] |
| ㅍ   | 피읖   | 피읖   | 피읖   | [-읍(으비, 으블)] | [-읍(으피, 으플)] | [-읍(으비, 으블)] |
| ㅎ   | 히읗   | 히읗   | 히읗   | [-읃(으시, 으슬)] | [-읃(으시, 으슬)] | [-읃(으시, 으슬)] |
| ㄲ   | 쌍기역 | 된기윽 | 쌍기윽 |                   |                   |                   |
| ㄸ   | 쌍디귿 | 된디읃 | 쌍디읃 |                   |                   |                   |
| ㅃ   | 쌍비읍 | 된비읍 | 쌍비읍 |                   |                   |                   |
| ㅆ   | 쌍시옷 | 된시읏 | 쌍시읏 |                   |                   |                   |
| ㅉ   | 쌍지읒 | 된지읒 | 쌍지읒 |                   |                   |                   |

「ㄱ，ㄷ，ㅅ」の名称は、韓国では『訓蒙字会』（1527年）における名称を受け継いだのに対し、朝鮮・中国では「-ㅣ으-」という語形を利用して機械的に名称をつけている。
また、濃音字母の名称は、韓国・中国では「쌍-（双）」を冠するのに対し、朝鮮では「된-（濃い…）」を冠する。

### 辞書の見出し語の配列
辞書の見出し語の配列は以下のとおりである。

#### 初声
朝鮮及び中国では、合成字母を正規の字母として基本字母の後に配列する。ただし、子音字母「ㅇ」を初声に持つ音節は、朝鮮では、（母音から始まるものとみなす結果として）ㅉの次に配列するのに対し、中国では、ㅅの次に配列する。
韓国では、合成字母を基本字母の配列の中に配列する。また、子音字母「ㅇ」は、中国と同様にㅅの次に配列する。

| 韓国： | ㄱ | ㄲ | ㄴ | ㄷ | ㄸ | ㄹ | ㅁ | ㅂ | ㅃ | ㅅ | ㅆ | ㅇ | ㅈ | ㅉ | ㅊ | ㅋ | ㅌ | ㅍ | ㅎ |    |    |    |    |    |    |
| 朝鮮： | ㄱ |    | ㄴ | ㄷ |    | ㄹ | ㅁ | ㅂ |    | ㅅ |    |    | ㅈ |    | ㅊ | ㅋ | ㅌ | ㅍ | ㅎ | ㄲ | ㄸ | ㅃ | ㅆ | ㅉ | ㅇ |
| 中国： | ㄱ |    | ㄴ | ㄷ |    | ㄹ | ㅁ | ㅂ |    | ㅅ |    | ㅇ | ㅈ |    | ㅊ | ㅋ | ㅌ | ㅍ | ㅎ | ㄲ | ㄸ | ㅃ | ㅆ | ㅉ |    |

#### 中声
朝鮮及び中国では、合成字母を正規の字母として基本字母の後に配列する。ただし、合成字母は、朝鮮では、画数順に配列するのに対し、中国では、構成字母の順序に従って配列する。
韓国では、合成字母を基本字母の配列の中に配列する。

| 韓国： | ㅏ | ㅐ | ㅑ | ㅒ | ㅓ | ㅔ | ㅕ | ㅖ | ㅗ | ㅘ | ㅙ | ㅚ | ㅛ | ㅜ | ㅝ | ㅞ | ㅟ | ㅠ | ㅡ | ㅢ | ㅣ |    |    |    |    |    |    |    |    |    |    |    |    |    |    |    |
| 朝鮮： | ㅏ |    | ㅑ |    | ㅓ |    | ㅕ |    | ㅗ |    |    |    | ㅛ | ㅜ |    |    |    | ㅠ | ㅡ |    | ㅣ | ㅐ | ㅒ | ㅔ | ㅖ |    | ㅚ |    |    | ㅟ |    | ㅢ | ㅘ | ㅝ | ㅙ | ㅞ |
| 中国： | ㅏ |    | ㅑ |    | ㅓ |    | ㅕ |    | ㅗ |    |    |    | ㅛ | ㅜ |    |    |    | ㅠ | ㅡ |    | ㅣ | ㅐ | ㅒ | ㅔ | ㅖ | ㅘ | ㅚ | ㅙ | ㅝ | ㅟ | ㅞ | ㅢ |    |    |    |    |

#### 終声
朝鮮では、１音素の合成字母（つまり各自並書）のみを正規の字母として基本字母の後に配列する。
中国では、合成字母（各自並書及び合用並書）をいずれも基本字母の後に（構成字母の順序に従い）配列する。
韓国では、合成字母を基本字母の配列の中に配列する。
また、子音字母「ㅇ」については、初声とは異なり、いずれの国又は地域においても、ㅅの次に配列する。
| 韓国： | ㄱ | ㄲ | ㄳ | ㄴ | ㄵ | ㄶ | ㄷ | ㄹ | ㄺ | ㄻ | ㄼ | ㄽ | ㄾ | ㄿ | ㅀ | ㅁ | ㅂ | ㅄ | ㅅ | ㅆ | ㅇ | ㅈ | ㅊ | ㅋ | ㅌ | ㅍ | ㅎ |    |    |    |    |    |    |    |    |    |    |    |    |    |
| 朝鮮： | ㄱ |    | ㄳ | ㄴ | ㄵ | ㄶ | ㄷ | ㄹ | ㄺ | ㄻ | ㄼ | ㄽ | ㄾ | ㄿ | ㅀ | ㅁ | ㅂ | ㅄ | ㅅ |    | ㅇ | ㅈ | ㅊ | ㅋ | ㅌ | ㅍ | ㅎ | ㄲ |    |    |    |    |    |    |    |    |    |    |    | ㅆ |
| 中国： | ㄱ |    |    | ㄴ |    |    | ㄷ | ㄹ |    |    |    |    |    |    |    | ㅁ | ㅂ |    | ㅅ |    | ㅇ | ㅈ | ㅊ | ㅋ | ㅌ | ㅍ | ㅎ | ㄲ | ㄳ | ㄵ | ㄶ | ㄺ | ㄻ | ㄼ | ㄽ | ㄾ | ㄿ | ㅀ | ㅄ | ㅆ |

## 音声
南北の標準語における子音・母音の音素の種類とその数についてはともに同じであるが、音声的な特徴に若干の相違がある。およそ、原則として韓国の標準語の発音はソウル方言に依拠し、朝鮮の標準語である文化語の発音は平壌方言に依拠しているため、音声的に若干の違いが見られる。

### 子音
子音については以下のような違いが認められる。
- /ㅈ/，/ㅊ/，/ㅉ/は、ソウル方言では歯茎硬口蓋破擦音[ʨ]，[ʨʰ]，[ʨʼ]で現れるのが一般的であるが、平壌方言では歯茎破擦音[ʦ]，[ʦʰ] ，[ʦʼ]に近く発音されるのが一般的である（자동(自動) 韓国[ʨadoŋ]，朝鮮[ʦadoŋ]）[13]。
- 南北の標準語において、流音/ㄹ/は, 鼻音/ㅁ/, /ㅇ/の直後に立たない。その場合、/ㄹ/は鼻音/ㄴ/に交替する。ただし，朝鮮の標準語では，/ㅑ/,/ㅕ/,/ㅛ/,/ㅠ/の前では，/ㄹ/のまま発音することが許容される[15]。右標準発音を表にまとめると次のとおりである。

| つづり        | 韓国の発音 | 朝鮮の発音      | 中国の発音          | 漢字表記 | 解説                                   |
| ------------- | ---------- | --------------- | ------------------- | -------- | -------------------------------------- |
| 통로          | ［통노］   | ［통노］        | ［통로］            | 通路     |                                        |
| 독립          | ［동닙］   | ［동닙］        | ［동립］            | 獨立     |                                        |
| 침략          | ［침냑］   | ［침냑 / 침략］ | ［침략］            | 侵略     | /ㄹ/の後に/ㅑ, ㅕ, ㅛ, ㅠ/が続く場合   |
| 협력          | ［혐녁］   | ［혐녁 / 혐력］ | ［혐력］            | 協力     | /ㄹ/の後に/ㅑ, ㅕ, ㅛ, ㅠ/が続く場合   |
| [参考] 분량   | ［불량］   | ［불량］        | ［불량］            | 分量     | 原則どおり。                           |
| [参考] 생산량 | ［생산냥］ | ［생산냥］      | ［생산량 / 생산냥］ | 生産量   | /ㄴ/と/ㄹ/の間に形態素の境界がある場合 |

※発音表記を「／」で区切ったものは、右側が許容発音である。

#### 頭音法則
近代朝鮮語においては、主として漢字語に対し頭音法則（詳細は後述「頭音法則」を参照）と呼ばれる子音推移が適用されてきた。
韓国では，この法則に従い漢字語では頭音に/ㄴ/の一部と/ㄹ/が立たない。
これに対して、朝鮮では原則として頭音法則を適用しないため，語頭に/ㄴ/・/ㄹ/が立ちうる。ただし、朝鮮のこの発音は朝鮮語の歴史的推移を無視し、借用語の語頭子音が保存されていた時代の発音を規範として人工的に復活させたものである。
なお、現実には，朝鮮でも老年層の話者を中心に，語頭の/ㄴ/・/ㄹ/が発音できず、韓国と同じ発音をしている者も少なくないと見られる。
実際に、牡丹峰楽団の公演などでも次のような非規範的な発音がみられる(例:렬차→열차(列車)、륙보병사단→육보병사단(六歩兵師団)など)。また、これと反対に標準発音では脱落するが、実際には脱落しない現象として、次のような例も見られる(例:대열→대렬(隊列))。
また、頭音法則は本来朝鮮語におけるすべての語に適用されるべきものであるが、近代以降の借用語に関しては、韓国においても頭音法則を適用しないつづり・発音を規範としている。そのため「라디오/라지오（ラジオ）」はそのまま[ɾadio/ɾaʥio]として発音することとなるが、老年層の中には南北問わず[nadio/naʥio]と発音する人物が少なくない。
そのほか固有語名詞「님/임」の正書法・標準発音法は、朝鮮及び中国では「님」（/님/）、韓国では「임」（/임/）とされているが（『あなたのための行進曲』参照）、実際には韓国でも「님」（/님/）と表記し発音されることが多い。

### 母音
母音については以下のような違いが認められる。/ㅓ/はソウル方言では円唇の度合いがより弱く、平壌方言では円唇の度合いがより強い。国際音声記号で示すと、ソウル方言が[ɔ̜]であるのに対し、平壌方言は[ɔ]である。この円唇性のため、ソウル方言話者が平壌方言の/ㅓ/を/ㅗ/に近く聞き取ることがある。また、朝鮮において、「/ㅐ/と/ㅔ/，/ㅡ/と/ㅜ/を混同する現象」(리승길 2015, p. 44)が指摘されている。
韓国では、/ㅐ/と/ㅔ/は、若年層のソウル方言で明確な区別が失われている。

### ピッチ
ピッチパターンはソウル方言と平壌方言で異なるが、その違いについて詳しい研究は進んでいない。『朝鮮語大辞典（조선말대사전）』（1992年, 社会科学出版社）には若干の単語に音響機器を用いた単語のピッチが3段階で示されているが、例えば「꾀꼬리（コウライウグイス）」のピッチは/꜔.꜒.꜔/("232";1低2中3高の3段階）と示されているなど、ソウル方言のピッチパターンと異なる表示が散見される。

## 表記法

### 形態に関する表記

#### -아/-어形

##### ㅣ系母音語幹
語幹末音がㅣ，ㅐ，ㅔ，ㅚ，ㅟ，ㅢの母音語幹の接続形は、韓国では他の陰母音語幹と同様-어が付くが、朝鮮・中国では-여が付く。ただし、発音上は韓国においても-여と発音することが許容されている。-
| 原形        | -아/어形 | -아/어形   | 日本語 |
| 原形        | 韓国     | 朝鮮・中国 | 日本語 |
| ----------- | -------- | ---------- | ------ |
| 피다        | 피어     | 피여       | 咲く   |
| 내다        | 내어     | 내여       | 出す   |
| 세다        | 세어     | 세여       | 強い   |
| 되다        | 되어     | 되여       | なる   |
| 뛰다        | 뛰어     | 뛰여       | 跳ぶ   |
| 희다        | 희어     | 희여       | 白い   |
| [参考] 잇다 | 이어     | 이어       | 続く   |

##### ㅂ不規則用言
ㅂ不規則用言の接続形は、1音節語幹の場合、いずれの国又は地域においても陽語幹は-와、陰語幹では-워と表記する。
2音節以上の語幹の場合、韓国では、常に-워と表記するが、朝鮮では、1音節の語幹と同様に区別を行う建前である。また、中国では、いずれも認める扱いとなっている。
| 原形   | -아/어形 | -아/어形 | -아/어形      | 日本語     |
| 原形   | 韓国     | 朝鮮     | 中国          | 日本語     |
| ------ | -------- | -------- | ------------- | ---------- |
| 곱다   | 고와     | 고와     | 고와          | 美しい     |
| 고맙다 | 고마워   | 고마와   | 고마워/고마와 | ありがたい |
| 춥다   | 추워     | 추워     | 추워          | 寒い       |
| 무겁다 | 무거워   | 무거워   | 무거워        | 重い       |

##### ㅎ不規則用言
ㅎ不規則用言の接続形は、韓国では、/-ᅟᅡᇂ, ᅟᅣᇂ/は/-ㅐ, ㅒ/に、/-ᅟᅥᇂ, ᅟᅧᇂ/は/-ㅔ, ㅖ/に変化するが、朝鮮・中国ではいずれも/-ㅐ, ㅒ/となる。
| 原形   | -아/어形 | -아/어形   | 日本語 |
| 原形   | 韓国     | 朝鮮・中国 | 日本語 |
| ------ | -------- | ---------- | ------ |
| 노랗다 | 노래     | 노래       | 黄色い |
| 누렇다 | 누레     | 누래       | 黄色い |
| 하얗다 | 하얘     | 하얘       | 白い   |
| 허옇다 | 허예     | 허얘       | 白い   |

#### 濃音として現れる語尾等
終声ㄹを含む語尾は、韓国では、ㄹの直後の疑問を表す語尾が濃音字で綴られるほかは平音字で綴られるが、朝鮮・中国では、全て平音字で綴られる。これらの語尾は語源的に連体形-ㄹの後の平音が濃音化した形であるところ、朝鮮の表記法では-ㄹの直後の濃音を平音字で表記するが、韓国の表記法では濃音字で表記する。
| 韓国     | 朝鮮・中国 | 意味            |
| -------- | ---------- | --------------- |
| -ㄹ까?   | -ㄹ가?     | …するだろうか？ |
| -ㄹ쏘나? | -ㄹ소냐?   | …せんや         |
| -ㄹ게    | -ㄹ게      | …するからね     |

語根に接尾辞または語尾がつく場合、韓国で濃音として表記されるものが、朝鮮で平音として表記されることがある。また、その逆の場合もある。
| 韓国            | 朝鮮・中国       | 語源     | 意味     |
| --------------- | ---------------- | -------- | -------- |
| 길쭉하다,길쭉이 | 길죽하다, 길죽이 | 길쥭     | 少し長い |
| 섣부르다        | 서뿌르다         | 설우르다 | 不慣れだ |
| 아리땁다        | 아릿답다         | 아ᄅᆞᆺ답다 | 美しい   |

#### 接尾辞「-이」
擬声・擬態語に「-이」が付いた語は、韓国では、当該擬声・擬態語に「-하다」または「-거리다」が付きうるか否かによって語源表示の有無が変わるが、朝鮮・中国では、いずれの場合にも語源表示をしない。
また、副詞に強調の「-이」が付く場合にも、韓国では、語源表示をする一方、朝鮮・中国では、語源表示をしない。
| 韓国     | 朝鮮・中国 | 日本語                                            |
| -------- | ---------- | ------------------------------------------------- |
| 더펄이   | 더퍼리     | おっちょこちょい                                  |
| 오뚝이   | 오또기     | 起き上がり小法師                                  |
| 일찍이   | 일찌기     | 早く                                              |
| 더욱이   | 더우기     | 更に                                              |
| 깍두기   | 깍두기     | カクテギ(大根キムチ)                              |
| 동그라미 | 동그라미   | 丸                                                |
| 반드시   | 반드시     | 必ず (分けて表記する반듯이は「まっすぐに」の意味) |

また、一部の語では、韓国と朝鮮・中国とで「-이」と「-히」のどちらを付けるかが異なる。
| 韓国       | 朝鮮・中国 | 日本語 |
| ---------- | ---------- | ------ |
| 가뜩이     | 가뜩히     |        |
| 걀쯤이     | 걀쯤히     |        |
| 엉거주춤히 | 엉거주춤이 |        |

#### 二重パッチム
正書法上、「ㄺ, ㄼ, ㄾ, ㅀ」等の二重パッチムで終わる語根に子音で始まる接尾辞が合わさる場合の表記については、ほぼ同様の定めがなされている。しかしながら、次のような語において表記に違いがある。
| 韓国     | 朝鮮・中国 | 日本語         |
| -------- | ---------- | -------------- |
| 넋두리   | 넉두리     | 愚痴           |
| 널따랗다 | 넓다랗다   | 広々としている |
| 널찍하다 | 널직하다   |                |
| 얄따랗다 | 얇다랗다   | 薄っぺらい     |
| 짤따랗다 | 짧다랗다   | 細々としている |

#### 「-이오/이요」
体言に付く/-이요/は、韓国では、接続形で「이요」、終結形で「이오」と表記されるが、朝鮮では、双方とも「이요」と表記される。
| 韓国                                | 朝鮮・中国                          | 日本語                           |
| ----------------------------------- | ----------------------------------- | -------------------------------- |
| 이것은 낫이요, 저것은 붓이다.       | 이것은 낫이요, 저것은 붓이다.       | これは鎌で、それは筆だ。         |
| 이것은 책이오.                      | 이것은 책이요.                      | これは本です。                   |
| 이것은 사전이요, 저것은 자료집이오. | 이것은 사전이요, 저것은 자료집이요. | これは辞典で、これは資料集です。 |
| [参考]이리 오시오.                  | 이리 오시오.                        | こちらに来なさい。               |
| [参考]좋지요.                       | 좋지요.                             | 良いでしょう。                   |

### 漢字語に関する表記
漢字語に関する表記の南北差については、頭音法則のように（純粋な）綴字法の違いに起因するものと、固有語化した漢字語のように綴字法というよりも標準語の違いに起因するものとがある。

#### 頭音法則
韓国ではㄹ, ㄴを初声に持つ漢字が語頭に来るとき、頭音法則が適用されるのに対して、朝鮮では頭音法則が適用されない。従って次のような差異が生ずる。

##### （1）ㄹを頭音に持つもの
韓国では、ㄹを初声に持つ漢字が語頭に立つときは、当該ㄹが、直後に母音[i]或いは半母音[j]が来る場合にはㅇ、それ以外の母音が来る場合にはㄴと綴られる。また、률・렬を字音とする漢字については、語頭に加えて、母音およびㄴの後でも율・열と綴られる。
これに対して、朝鮮では頭音法則を適用せず、常に初声のㄹを維持する。
| 韓国 | 朝鮮・中国 | 漢字表記 |
| ---- | ---------- | -------- |
| 낙하 | 락하       | 落下     |
| 냉수 | 랭수       | 冷水     |
| 연습 | 련습       | 鍊習     |
| 유의 | 류의       | 留意     |
| 이익 | 리익       | 利益     |

なお、률・렬を字音とする漢字については、次のとおり南北ともに例外的な発音が行われる。
| 韓国 | 朝鮮・中国 | 韓国発音 | 朝鮮発音    | 中国発音 | 漢字表記 | 備考             |
| ---- | ---------- | -------- | ----------- | -------- | -------- | ---------------- |
| 규율 | 규률       | [규율]   | [규율]      | [규율]   | 規律     | 母音の後         |
| 선열 | 선렬       | [서녈]   | [선렬/선녈] | [선렬]   | 先烈     | ㄹ以外の子音の後 |
| 법률 | 법률       | [범뉼]   | [범률/범뉼] | [범률]   | 法律     | ㄹ以外の子音の後 |
| 행렬 | 행렬       | [행녈]   | [행렬/행녈] | [행렬]   | 行列     | ㄹ以外の子音の後 |
| 열렬 | 열렬       | [열렬]   | [열렬]      | [열렬]   | 熱烈     | ㄹの後           |

##### （2）ㄴを頭音に持つもの
同様に韓国では、ㄴを初声に持つ漢字が語頭に立ち、および当該ㄴの直後に母音[i]あるいは半母音[j]が来るときは、ㄴがㅇと綴られる。
これに対して朝鮮では頭音法則を適用せず、常に初声のㄴを維持する。
| 韓国 | 朝鮮・中国 | 漢字表記 |
| ---- | ---------- | -------- |
| 이승 | 니승       | 尼僧     |
| 여자 | 녀자       | 女子     |

固有語については、頭音法則の対象ではないが、次の語については、南北で頭音法則類似の差異を生ずる。
| 韓国 | 朝鮮 | 中国  | 意味     |
| ---- | ---- | ----- | -------- |
| 임   | 님   | 님/임 | 愛しい人 |

##### （3）固有語化した漢字語
一部の漢字語については、朝鮮又は中国で固有語化した語彙として扱われ、頭音法則を適用した発音どおりに表記される。
一方で、朝鮮では、2013年11月に至って、従来固有語化した語彙として扱われていたものの一部を漢字語として扱うことに改められ、これにより朝鮮と韓国・中国と間での表記が異なる語彙が生じることとなった。
| 韓国     | 朝鮮     | 中国              | 語源         | 備考 |
| -------- | -------- | ----------------- | ------------ | --- |
| 궁량     | 궁냥     | 궁냥              | 窮量         | |
| 나발     | 나발     | 나발              | 喇叭         | |
| 나팔     |          |                   | 喇叭         | |
| 나사     | 나사     | 나사              | 螺絲・羅紗   | |
| 남색     | 람색     | 남색              | 藍色         | 従来、朝鮮・中国ともに固有語化した漢字語として、남색と綴っていたが、朝鮮では、現在漢字語として扱うこととなっている。 |
| 노곤하다 | 로곤하다 | 노곤하다/로곤하다 | 勞困         | 中国では、いずれの表記についても概ね同様の語釈が行われている。                                                       |
| 요기     | 요기     | 요기              | 療飢         | |
| 용마루   | 룡마루   | 룡마루/용마루     | 龍마루       | 中国では、いずれの表記についても語釈が行われているが、その意義が若干異なる。                                         |
| 양 / -냥 | 냥       | 냥                | 兩           | 韓国では、語頭に来るときには、頭音法則を適用する。 形式名詞の場合には、例外となる。                                  |
| 원수     | 원쑤     | 원쑤              | 怨讐（怨讎） | |

これと反対に、元来固有語であったものが発音上の類推により、漢字語様に転化したものもある。
| 韓国 | 朝鮮・中国 | 語源           | 備考                           |
| ---- | ---------- | -------------- | ------------------------------ |
| 우레 | 우뢰       | 울에←우르-+-에 | 雨雷との類推によるとみられる。 |

なお、韓国においても「유（柳）」、「임（林）」といった姓は、「유（兪）」、「임（任）」などの姓と区別するために、あえて「류（柳）」、「림（林）」と表記することが認められており、またこれを表記通りに読むことがある。
| 韓国   | 朝鮮・中国 | 漢字表記 |
| ------ | ---------- | -------- |
| 류시원 | 류시원     | 柳時元   |

##### （4）接頭辞がある場合・合成語
接頭辞がある単語や合成語の場合、韓国の標準語では語中でも頭音法則が適用されるが，朝鮮では頭音法則は適用されず，発音上，通常の同化現象が生じる（その他，形態部の境界では「ㄴㄹ」が「ㄴㄴ」になる現象も生じる）のみである。
| 韓国     | 朝鮮・中国 | 韓国発音   | 朝鮮発音   | 中国発音   | 漢字表記 | 備考                                           |
| -------- | ---------- | ---------- | ---------- | ---------- | -------- | ---------------------------------------------- |
| 해외여행 | 해외려행   | [해외여행] | [해외려행] | [해외려행] | 海外旅行 |                                                |
| 국제연합 | 국제련합   | [국제연합] | [국제련합] | [국제련합] | 國際聯合 | 現在では、南北中とも유엔が規範語となっている。 |
| 역이용   | 역리용     | [영니용]   | [영니용]   | [영리용]   | 逆利用   |                                                |
| 순이익   | 순리익     | [순니익]   | [순리익]   | [순리익]   | 純利益   |                                                |
| 열역학   | 열력학     | [열려칵]   | [열려칵]   | [열려칵]   | 熱力學   |                                                |
| 중노동   | 중로동     | [중노동]   | [중노동]   | [중로동]   | 重勞動   |                                                |
| 비논리적 | 비론리적   | [비놀리적] | [비롤리적] | [비롤리적] | 非論理的 |                                                |
| 공염불   | 공념불     | [공념불]   | [공념불]   | [공념불]   | 空念佛   |                                                |
| 남존여비 | 남존녀비   | [남존녀비] | [남존녀비] | [남존녀비] | 男尊女卑 |                                                |

また、「량（量）」や「란（欄）」等の接尾辞のある単語や合成語として、固有語や（欧米の）外来語の後に結合する場合、韓国の標準語では頭音法則が適用されて「양」「난」等になるが、朝鮮では適用されず、常にㄹを維持する。
| 韓国          | 朝鮮・中国    | 韓国発音   | 朝鮮発音     | 中国発音     | 漢字併用表記        | 意味         |
| ------------- | ------------- | ---------- | ------------ | ------------ | ------------------- | ------------ |
| 개연(꽃)      | 개련(꽃)      | [개연(꼳)] | [개련(꼳)]   | [개련(꼳)]   | 개蓮(꽃)            | コウホネ     |
| 구름양        | 구름량        | [구름냥]   | [구름냥]     | [구름량]     | 구름量              | 雲量         |
| 에너지양      | 에네르기량    | [에너지양] | [에네르기량] | [에네르기량] | 에너지量/에네르기量 | エネルギー量 |
| 숫용          | 수룡          | [순뇽]     | [순뇽]       | [순룡]       | 숫/수龍             | 雄龍         |
| 어머니난      | 어머니란      | [어머니난] | [어머니란]   | [어머니란]   | 어머니欄            | 母親欄       |
| 가십난        | ―             | [가심난]   | ―            | ―            | 가십欄              | ゴシップ欄   |
| [参考] 생산량 | [参考] 생산량 | [생산냥]   | [생산냥]     | [생산량]     | 生産量              | 生産量       |
| [参考] 투고란 | [参考] 투고란 | [투고란]   | [투고란]     | [투고란]     | 投稿欄              | 投稿欄       |

#### 字音
一部の漢字において字音を異にするものがある。
| 韓国 | 朝鮮・中国 | 漢字 | 用例          | 用例          | 用例          | 用例 |
| 韓国 | 朝鮮・中国 | 漢字 | 韓国          | 朝鮮・中国    | 漢字表記      |      |
| ---- | ---------- | ---- | ------------- | ------------- | ------------- | ---- |
| 갹   | 거         | 醵   | 갹출          | 거출          | 醵出          |      |
| 왜   | 외         | 歪   | 왜곡          | 외곡          | 歪曲          |      |
| 류   | 유         | 謬   | 오류 / 귀류법 | 오유 / 귀유법 | 誤謬 / 歸謬法 |      |
| 끽   | 긱         | 喫   | 끽경 / 만끽   | 긱경 / 만긱   | 喫驚 / 滿喫   |      |

#### 熟語
一部の単語において、本来「ㄴㄴ」だったものが「ㄹㄹ」と発音されることがある。
韓国では、慣習に従い「ㄴㄹ」と表記する一方、朝鮮では、「ㄴㄴ」と表記する。
| 韓国   | 朝鮮・中国 | 発音     | 漢字表記 |
| ------ | ---------- | -------- | -------- |
| 곤란   | 곤난       | [골란]   | 困難     |
| 한라산 | 한나산     | [할라산] | 漢拏山   |

また、一部の単語において、通常の字音と異なる字音が出現することもある。
| 韓国   | 朝鮮   | 中国 | 漢字表記 | 備考 |
| ------ | ------ | ---- | -------- | --- |
| 괴팍   | 괴퍅   | 괴퍅 | 乖愎     | 韓国における「愎」の通常の字音は「퍅」であるが、괴팍(하다)に限り、母音ㅑが単純化した形態を標準語とする。 |
| 나침반 | 라침반 | ―    | 羅針盤   | 韓国では、/나침판/と発音する場合の漢字表記を「羅針판」とする（標準国語大辞典）。 朝鮮では、/라침판/と発音する場合の漢字表記を「羅針板」とする（朝鮮語大辞典）。 中国では、라침반および라침판のいずれにも漢字表記を行っていない（朝鮮語大辞典）。なお、朝鮮語辞典では、라침판に盤を充てている。 |
| 표지   | 표식   | 표식 | 標識     | 韓国における「識」の通常の字音は「식」。 字義の違いによるという（「知る」の意味では알 식、「表す」と意味では표할 지）。 |
| 알력   | 알륵   | 알륵 | 軋轢     | 朝鮮における「轢」の通常の字音は「력」 |

### 合成語に関する表記

#### 사이시옷(間のㅅ)
体言語根が合成される際に、韓国ではいわゆる「사이시옷（間のㅅ）」を表記するが、朝鮮ではこれを原則一切表記しない。ただし、朝鮮においても새별（新星）/샛별（明星）等の対立のあるものについては、発音上の差異を考慮して表記することとしている。
| 韓国   | 朝鮮   | 中国   | 韓国発音          | 朝鮮発音   | 中国発音   | 日本語         |
| ------ | ------ | ------ | ----------------- | ---------- | ---------- | -------------- |
| 나뭇잎 | 나무잎 | 나무잎 | ［나문닙］        | ［나무입］ | ［나무입］ | 木の葉         |
| 비바람 | 빗바람 | 빗바람 | ［비바람］        | ［빋빠람］ | ［빋빠람］ | 雨混じりの風   |
| 비바람 | 비바람 | 빗바람 | ［비바람］        | ［비바람］ | ［빋빠람］ | 雨混じりの風   |
| 숫양   | 수양   | 수양   | ［순냥］          | ［수양］   | ［수양］   | 雄羊           |
| 시냇물 | 시내물 | 시내물 | ［시낸물］        | ［시낸물］ | ［시낸물］ | 小川の水       |
| 샛별   | 샛별   | 샛별   | ［새뼐/샏뼐］     | ［샏뼐］   | ［샏뼐］   | 明星（＝金星） |
| 젓가락 | 저가락 | 저가락 | ［젇까락/저까락］ | ［저까락］ | ［저까락］ | 箸             |

#### ㅎの挿入
体言語幹が合成される場合に生ずるㅎの挿入について、韓国では次音節の初声を激音で表記しする。朝鮮でも原則同様であるが、雌雄を表す「수, 암」に限って、これに続く語彙が激音化して発音される場合であっても原形通り表記する。
| 韓国・中国    | 朝鮮          | 発音     | 語源               | 日本語 |
| ------------- | ------------- | -------- | ------------------ | ------ |
| 암퇘지        | 암돼지        | [암퇘지] | 아ᇡ-돼지←암-ㅎ-돼지 | 雌豚   |
| 수캐          | 수개          | [수캐]   | 숳-개←수-ㅎ-개     | 雄犬   |
| 암컷          | 암컷          | [암컷]   | 아ᇡ-것              | 雌     |
| [参考] 휘파람 | [参考] 휘파람 | [휘파람] | 휴ᄑᆞ람←휴-ㅎ-바람  | 口笛   |
| [参考] 안팎   | [参考] 안팎   | [안팎]   | 안파ᇧ←안-ㅎ-바ᇧ      | 内外   |

#### 合成語の語根の表記
合成語の表記に関しては、南北ともそれぞれの語根を明示することを原則としつつ、「こんにち語根が明確でない」ものについては語根を明示しないものとしているが、語根の分析の違いや語根不明確の判断の違いから、いくつかの合成語において表記法の違いが見られる。
| 韓国      | 朝鮮・中国 | 韓国発音   | 朝鮮発音   | 中国発音   | 語源            | 日本語                             |
| --------- | ---------- | ---------- | ---------- | ---------- | --------------- | ---------------------------------- |
| 날짜      | 날자       | [날짜]     | [날짜]     | [날짜]     | 날-子(ᄌᆞ)       | 日数、日付                         |
| 널빤지    | 널판지     | [널빤지]   | [널판지]   | [널판지]   | 널-板子(판ᄌᆞ)   | 板材                               |
| 달걀      | 닭알       | [달걀]     | [다갈]     | [다갈]     | 닭의-알 / 닭-알 | 鶏卵                               |
| 벚꽃      | 벗꽃       | [벋꼳]     | [벋꼳]     | [벋꼳]     | 벚-꽃           | 桜の花                             |
| [参考] 벚 | [参考] 벚  | [벋]       | [벋]       | [벋]       | 버찌の縮約形    | さくらんぼ                         |
| 손뼉      | 손벽       | [손뼉]     | [손뼉]     | [손뼉]     | 소ᇇ벽←손-ㅅ-벽   | 手のひら                           |
| 푿소      | 풋소       | [풋쏘]     | [풋쏘]     | [풋쏘]     | ←풀+-ㅅ+소      | （夏場に）草ばかりを食べて育った牛 |
| 아내      | 안해       | [아내]     | [안해]     | [안해]     | 안해 / 안ᄒᆡ     | 家内（妻）                         |
| 안간힘    | 안깐힘     | [안깐힘]   | [안깐힘]   | [안깐힘]   | 안-간힘         | 全力                               |
| 올바르다  | 옳바르다   | [올바르다] | [올바르다] | [올바르다] | 옳-바르다       | 正しい                             |

上の例で、「正しい」という意味の単語は、韓国では「올」の部分を語根が明確でないものとして発音通りに「올바르다（正しい）」と表記しているのに対し、朝鮮では、前半部を「옳다（正しい）」の語幹と見て「옳바르다」（発音は韓国と同じ［올바르다］）と表記している。逆に「桜の花」という意味の単語は、韓国では「벚(=버찌)（さくらんぼ）」と「꽃（花）」の合成語と捉えているのに対し、朝鮮では語根が明確でないものとして「벗꽃」とつづる。
また、「이」（歯、虱）の合成語に関しては、韓国では発音通りに「니」と綴るのに対し、朝鮮では原形通り「이」と綴る。
| 韓国   | 朝鮮・中国 | 発音     | 日本語 |
| ------ | ---------- | -------- | ------ |
| 앞니   | 앞이       | [암니]   | 前歯   |
| 머릿니 | 머리이     | [머린니] | 頭虱   |

### 発音に関する表記

#### ㅖ
朝鮮漢字音のうち、韓国で몌・폐と表記されるものについては、朝鮮では메・페とつづられる（ただし発音は韓国でも [메]・[페]）。また、朝鮮で계と表記されるものの一部は、韓国では게と綴られる（ただし発音は朝鮮でも [게] となる）。
| 韓国 | 朝鮮・中国 | 漢字表記 |
| ---- | ---------- | -------- |
| 몌별 | 메별       | 袂別     |
| 폐쇄 | 페쇄       | 閉鎖     |
| 폐지 | 페지       | 廢止     |
| 휴게 | 휴계       | 休憩     |

また、固有語のうち、韓国で계と表記されるものの一部は、朝鮮では게と綴られる。
| 韓国 | 朝鮮・中国 | 意味   |
| ---- | ---------- | ------ |
| 핑계 | 핑게       | 言い訳 |

#### 転訛
標準語とも関連する問題であるが、ㅏ/ㅓを含む音節の後にㅣを含む音節が来る場合に前舌母音化（앞모음되기）してㅐ/ㅔとなることがある。
また、両唇音ㅂ, ㅍ, ㅃの後に非円唇母音ㅡが来る場合に当該母音が円唇化して発音されることがある。
これらをどの程度標準語（文化語）として認めるかについて、南北差がある。
| 韓国     | 朝鮮・中国        | 語源             | 日本語                                 |
| -------- | ----------------- | ---------------- | -------------------------------------- |
| 곰팡이   | 곰팽이/곰팡이     | 곰팡←곰-픠-앙    | かび                                   |
| 냄비     | 남비              | 日本語の「なべ」 | 鍋                                     |
| 부스러기 | 부스레기/부스러기 | ᄇᆞᅀᆞ락-이        | 塵芥                                   |
| 지푸라기 | 지푸래기/지푸라기 | 짚-으라기        | わら                                   |
| 찌푸리다 | 찌프리다          | 지픠-오-다       | (曇って)どんよりとする、(顔を)しかめる |

### 縮約語に関する表記

#### 「-하다」の縮約形
「-하다」の縮約形について、朝鮮では、ㅏの省略のみを認めるが、韓国・中国では、하全体を省略することを認める。
| 原形       | 韓国     | 朝鮮     | 中国     | 日本語                       |
| ---------- | -------- | -------- | -------- | ---------------------------- |
| 넉넉하지   | 넉넉지   | 넉넉치   | 넉넉지   | 十分だ、豊かだ               |
| 생각하건대 | 생각건대 | 생각컨대 | 생각건대 | 思うに                       |
| 만만하지   | 만만치   | 만만치   | 만만치   | しなやかだ                   |
| 적절하지   | 적절치   | 적절치   | 적절치   | 適切だ                       |
| 심심하지   | 심심치   | 심심치   | 심심치   | 退屈だ、味が薄い、非常に深い |
| 적합하지   | 적합지   | 적합치   | 적합지   | 適う、向く                   |
| 깔밋하지   | 깔밋지   | 깔밋치   | 깔밋지   | 小ぎれいだ                   |

また、一部の語は、韓国で発音どおりに表記される。
| 原形     | 韓国   | 朝鮮・中国    | 日本語         | 備考                                                                                   |
| -------- | ------ | ------------- | -------------- | -------------------------------------------------------------------------------------- |
| 아무렇든 | 아무튼 | 아무튼/아뭏든 | いずれにしても | 韓国では、아무러하다の縮約形として아무렇다のみを認め、아뭏다を非標準語と整理している。 |

#### 「-이-」用言の縮約形
「-이다」用言の縮約形に関して、朝鮮・中国では認められず、韓国のみで認められるものがある。
| 原形    | 原形      | 原形       | 縮約形  | 縮約形    | 縮約形    | 縮約形    | 縮約形     | 縮約形     | 縮約形     | 日本語           |
| 第I語基 | 第III語基 | 第III語基  | 第I語基 | 第III語基 | 第III語基 | 第III語基 | 第III語基  | 第III語基  | 第III語基  | 日本語           |
| 第I語基 | 韓国      | 朝鮮・中国 | 第I語基 | 韓国      | 韓国      | 韓国      | 朝鮮・中国 | 朝鮮・中国 | 朝鮮・中国 | 日本語           |
| ------- | --------- | ---------- | ------- | --------- | --------- | --------- | ---------- | ---------- | ---------- | ---------------- |
| 고이다  | 고이어    | 고이여     | 괴다    | 괴어      | 괘        | 고여      | 괴여       |            | 고여       | 支える、溜まる   |
| 보이다  | 보이어    | 보이여     | 뵈다    | 뵈어      | 봬        | 보여      | 뵈여       |            | 보여       | 見える、見せる   |
| 쓰이다  | 쓰이어    | 쓰이여     | 씌다    | 씌어      |           | 쓰여      | 씌여       |            |            | 書かせる、書ける |

#### その他の縮約形
| 原形     | 原形       | 縮約形 | 縮約形     | 日本語     |
| 韓国     | 朝鮮・中国 | 韓国   | 朝鮮・中国 | 日本語     |
| -------- | ---------- | ------ | ---------- | ---------- |
| 아니에요 | 아니예요   | 아녜요 | 안예요     | ～ではない |

## 分かち書き
分かち書きの規定については、韓国の正書法での全10項に対し、朝鮮の正書法では全6項と、韓国に比べて簡潔に整理されている。概して朝鮮に比べて韓国の正書法では分かち書きを多くする傾向にある。主要な違いは以下の通りである。

### 形式名詞
形式名詞の直前は、韓国では分かち書きをし、朝鮮では続け書きをする。また、中国では、固有語の形式名詞にあっては分かち書きをし、漢字語の形式名詞にあっては続け書きをする。
数詞と助数詞の結合もこれに準ずるが、韓国では一部続け書きが許容される場合がある。
| 韓国                      | 朝鮮        | 中国        | 日本語           | 備考                                     |
| ------------------------- | ----------- | ----------- | ---------------- | ---------------------------------------- |
| 내 것                     | 내것        | 내 것       | 私のもの         |                                          |
| 할 수 있다                | 할수 있다   | 할 수 있다  | することができる |                                          |
| 사실상                    | 사실상      | 사실상      | 事実上           | 韓国では、接尾辞と解して続け書きをする。 |
| 처리 중                   | 처리중      | 처리중      | 処理中           |                                          |
| 한 개                     | 한개        | 한개        | 一個             |                                          |
| 두 시 삼십 분/두시 삼십분 | 두시 삼십분 | 두시 삼십분 | 2時30分          |                                          |

### 1つの概念を表すもの
2単語以上が合わさって1つの概念を表すものは、朝鮮では、助詞が間に入ったり品詞が異なる場合であっても、原則続け書きをする。ただし、続け書きをすると意味が二通りに解釈されたり、一単位の文字数が余りにも多くなる場合においては分かち書きを許容する。
これに対し、韓国では、分かち書きが原則とされる。ただし、①複合語や、②補助用言、③固有名詞・専門用語については、続け書きを許容する。
| 韓国                                           | 解釈(韓国) | 朝鮮                                          | 解釈(朝鮮) | 中国                        | 解釈(中国) | 日本語訳等                       |
| ---------------------------------------------- | --- | --------------------------------------------- | --- | --------------------------- | --- | -------------------------------- |
| 영어 사전                                      | 「영어 사전」は、国立国語院『標準国語大辞典』に登載されておらず、一単語(複合語)とは見なされないため、原則どおり分かち書きをする。                                                               | 영어사전                                      | 名詞同士が吐を伴わずに結合し、1つの対象、現象、状態を表すものは、続け書きをする。                                                                                          | 영어사전                    | 固有の対象の名称は、続け書きをする。 | 英語辞典                         |
| 국어사전                                       | 国立国語院『標準国語大辞典』に一単語(複合語)として登載されているため、続け書きをする。 | 국어사전                                      | 〃 | 국어사전                    | 〃 | 国語辞典                         |
| 경제 부흥 상황                                 | いずれも一単語と見なされないため、原則どおり分かち書きをする。 | 경제부흥상황                                  | 〃 | 경제부흥상황                | 名詞同士が吐を伴わずに結合し、1つの対象、現象、状態を表すため、続け書きをする。 | 経済復興状況                     |
| 전개해 나가고 있는 / 전개해나가고 있는         | 補助用言は、分かち書きをするが、-아/어に続くものは、続け書きをすることができる。 | 전개해나가고있는                              | 「-아/어/여」、「-고」形の用言が他の動詞と合わさって一つの行動等を表すとき（語結合）は、続け書きをする。                                                                   | 전개해나가고 있는           | - 「나가다」や「있는」は、補助用言であるため、分かち書きをする。 - ただし、「나가다」は、-아/어に続く補助用言であるため、続け書きをする。 | 展開していっている               |
| 여러 말 할 것 없이                             | 「말 할」は、「말(을) 하다」の助詞を省略した形であるため、一単語とみなされず、分かち書きをする。その他の単語も原則どおり分かち書きをする。                                                      | 여러말할것없이                                | 異なる品詞が吐を伴って結合し、1つの対象を表すため、全体として1つの発音のかたまり（말소리덩어리）と見て、続け書きをする。                                                   | 여러 말 할 것 없이          | - 冠形詞「여러」は、接頭辞的に用いられる場合には該当しないため、原則どおり分かち書きをする。 - 「말 할」は、一単語とみなされず、分かち書きをする。 - 固有語不完全名詞「것」は、前の単語と分かち書きをする。 - 副詞「없이」は、名詞と副詞が結合して副詞を構成する場合には該当しないため、原則どおり分かち書きをする。 | 全て言うまでもなく、要するに     |
| 두말없이                                       | 国立国語院『標準国語大辞典』に一単語(複合語)として登載されているため、続け書きをする。 | 두말없이                                      | 異なる品詞が吐を伴わずに結合し、1つの対象を表すため、続け書きをする。 | 두말없이                    | - 名詞と副詞が結合して副詞を構成するため、続け書きをする。 | つべこべ言わずに、言うまでもなく |
| 남궁억 박사 / 남궁 억 박사                     | - 「남궁억」は、姓と名であるため、続け書きをする。ただし、二字姓のため、姓・名の境界が分かるように分かち書きをすることが許容される。 - 「박사」は、官職名等であるため、姓名と分かち書きをする。 | 남궁억박사                                    | 「남궁억」は、姓と名であるため、続け書きをする。 「박사」は、官職名等であるため、姓名に続け書きをする。                                                                    | 남궁억박사                  | 「남궁억」は、姓名であるため、続け書きをする。「박사」は、呼称語であるため、姓名に続け書きをする。 | 南宮檍博士                       |
| 서울 대학교 인문 대학 / 서울대학교 인문대학    | 「서울 대학교 인문 대학」は姓名以外の固有名詞であるため、単位別に分かち書きをすることが許容される。                                                                                             | 서울대학교 인문대학                           | 固有の対象の名称のうち、節をなしながら続くものは、各節ごとに分かち書きをする。                                                                                             | 서울대학교 인문대학         | 党組織、行政区域等の名称は、全体と部分等の間を分かち書きする。 | ソウル大学人文学部               |
| 김설미 어머니 ↔ 김설미 어머니                  | いずれも一単語と見なされないため、原則どおり分かち書きをする。 | 김설미 어머니 ↔김설미어머니                   | 続け書きをすると2種類の意味に理解されうるものは、意味がとおるように分かち書きをする。                                                                                      | 김설미 어머니 ↔김설미어머니 | 続け書きをすると他の意味が生ずる場合には、意味単位別に意味がとおるように分かち書きをする。 | 金雪美のお母さん ↔金雪美母さん   |
| 중증 급성 호흡기 증후군 / 중증급성호흡기증후군 | 専門用語であるため、続け書きが許容される。 | 중증급성호흡기증후군 / 중증 급성 호흡기증후군 | - 名詞同士が吐を伴わずに結合し、1つの対象を表す語結合は、続け書きをする。 - ただし、単位が著しく長いため読解するのが困難なときは、意味単位で分かち書きをすることができる。 | 중증 급성 호흡기증후군      | - 専門用語は、続け書きをする。 - ただし、著しく長いため理解するのが困難なときは、意味単位で分かち書きをする。 | 重症急性呼吸器症候群             |

### 分かち書きの現状
原則は上記のとおりであるが、上記の基準によれば分かち書きをすべきような場合であっても、辞典（韓国では『標準国語大辞典』、朝鮮では『朝鮮語大辞典』）に１単語として掲載されていれば、当然に続け書きをすることとなる。
例えば、韓国では、通常「○○ 사전（○○辞典）」を句と見て分かち書きをするが、「과학사전（科学辞典）」や「국어사전（国語辞典）」など一部の語については、『標準国語大辞典』に１単語（複合語）として掲載されているため、続け書きをすることとなる。
また、朝鮮では、通常「못 ～（～できない）」を品詞の異なる語が結合したものとして分かち書きをするが、「못이기다（勝てない）」や「못미덥다（頼りない）」など一部の語については、『朝鮮語大辞典』に１単語として掲載されているため、続け書きをすることとなる。

## 語彙
韓国の標準語はソウル方言を基礎としており、朝鮮の標準語（「文化語」と称される）は平壌方言に依拠するところがある。しかし、南北ともに標準語の語彙・語形は1936年に朝鮮語学会が定めた「査定した朝鮮語標準語集（사정한 조선어 표준말 모음）」を基礎としているため、基礎的な語彙において南北間の差はほとんど見られない。その一方で、政治体制・社会制度の相違に起因するさまざまな新造語には差異が生じつつあり、この傾向は今後さらに増していくものと見られる。

### 政治体制・社会制度の相違による差異
| 韓国（漢字表記）      | 朝鮮（漢字表記）             | 日本語   |
| --------------------- | ---------------------------- | -------- |
| 한반도（韓半島）      | 조선반도（朝鮮半島）         | 朝鮮半島 |
| 한국 전쟁（韓國戰爭） | 조국해방전쟁（祖國解放戰爭） | 朝鮮戦争 |
| 초등학교（初等學校）  | 소학교（小學校）             | 小学校   |
| 우체국（郵遞局）      | 우편국（郵便局）             | 郵便局   |
| 친구（親舊）          | 동무                         | 友人     |

朝鮮で用いている「동무（友人の意）」は朝鮮固有語であり、もともとは朝鮮全土で広く用いられていた単語であるが、南北分断後に朝鮮でロシア語товарищ（友人、同志）の訳語として用いられるようになってからは韓国で用いられなくなった。
また、朝鮮では漢字を早い時期に廃止したので、同音異義語を回避するために、いくつの漢字語を固有語に置き換えることが確認できる。韓国でも国語純化政策のため、朝鮮と同じ言葉を使う場合がある。
| 韓国（漢字表記） | 朝鮮   | 日本語   |
| ---------------- | ------ | -------- |
| 홍수（洪水）     | 큰물   | 洪水     |
| 양파（洋파）     | 둥글파 | タマネギ |
| 가발（假髮）     | 덧머리 | かつら   |
| 압정（押釘）     | 납작못 | 画鋲     |

また、韓国では外来語の単語が、朝鮮では漢字語や固有語で表現することもある。
| 韓国         | 朝鮮（漢字表記）         | 日本           |
| ------------ | ------------------------ | -------------- |
| 헤어드라이어 | 건발기（乾髮機）         | ヘアドライヤー |
| 소프라노     | 녀성고음（女聲高音）     | ソプラノ       |
| 호텔         | 려관（旅館）             | ホテル         |
| 헬리콥터     | 직승비행기（直昇飛行機） | ヘリコプター   |
| 원피스       | 달린옷                   | ワンピース     |
| 캐러멜       | 기름사탕（기름沙糖）     | キャラメル     |
| 햄버거       | 고기겹빵                 | ハンバーガー   |

### 外来語の差異
現在、韓国では国立国語院が1986年に制定した「外来語表記法」、朝鮮では国語査定委員会が2001年に制定した「外国語表記法」（외국말적기법）により、それぞれ標準の外来語表記が規定されている。
韓国ではアメリカ英語から導入された外来語が多く、朝鮮ではロシア語から導入された外来語が多いので、両者の間で違いが生じる場合が少なくない。また、同じ英語外来語であっても、音の取り入れ方が南北で異なり、結果的に異なる語形になることもある。
また、漢字圏を除く外国の国名・地名については、韓国では英語名を用いるのが一般的であるのに対し、朝鮮では現地言語による名称が用いられる。中国の地名・人名については、韓国では中国漢字音で表記されるのが一般的であるが、朝鮮では北京（베이징）を除いて朝鮮漢字音で表記される。日本の地名においては、韓国は平音・激音を使うのに対し、朝鮮では平音・濃音で表記する（詳細は「日本語のハングル表記」を参照）。
| 韓国     | 語源(韓国)                  | 朝鮮       | 語源(朝鮮)                   | 中国              | 語源(中国)               | 日本語       | 解説 |
| -------- | --------------------------- | ---------- | ---------------------------- | ----------------- | ------------------------ | ------------ | --- |
| 트랙터   | 英: tractor                 | 뜨락또르   | 露: трактор                  | 뜨락또르          | 露: трактор              | トラクター   | 韓国の外来語表記法では、原語にかかわらず、原則無声音を激音に転写する。朝鮮の外国語表記法では、ロシア語の無声音を濃音に転写する。                                                         |
| 스타킹   | 米: stocking [ˈstɑːkɪŋ]     | 스토킹     | 英: stocking [ˈstɒkɪŋ]       | 스타킹            | 米: stocking [ˈstɑːkɪŋ]  | ストッキング | 韓国はアメリカ英語、朝鮮はイギリス英語。なお、朝鮮の外来語表記法(2001年)では、子音記号前の[s]を쓰と、母音記号前の[t]をㅌと書くことが原則であるが、朝鮮語大辞典では、左のとおりとされる。 |
| 폴란드   | 英: Poland [ˈpoʊlənd]       | 뽈스까     | 波: Polska [ˈpɔlska]         | 뽈스까            | 波: Polska [ˈpɔlska]     | ポーランド   | ポーランド語も無声音は濃音に転写 |
| 시진핑   | 簡: 习近平 (拼: Xí Jìnpíng) | 습근평     | 朝: 習近平                   | 습근평            | 朝鮮と同じ。             | 習近平       | 中国朝鮮語も습근평が標準である。 |
| 마르크스 | Marx                        | 맑스[막쓰] | Marx                         | 맑스[막-]         | Marx                     | マルクス     | |
| 라디오   | 米: radio [ˈreɪdioʊ]        | 라지오     | ラジオ /ɾaʑio/<英: radio     | 라지오            | ラジオ /ɾaʑio/<英: radio | ラジオ       | 韓国で、原語どおりに表記すると레이디오となるはずであるが、外来語表記法第５項が適用された結果、左のとおり表記される。                                                                     |
| 에너지   | 英: energy                  | 에네르기   | 独: Energie                  | 에네르기 / 에너지 | 英: energy、独: Energie  | エネルギー   | 中国では、에너지を에네르기の同義語としている。 |
| 컵       | 英: cup ([ˈkʌp])            | 고뿌       | 日: コップ /koppɯ/ < 蘭: kop | 고뿌              | 朝鮮と同じ。             | コップ       | 賞杯の意味では、朝鮮・中国でも컵の語を用いる。 |
| 밀리미터 | 英: millimeter              | 미리메터   | 日: ミリ+英: meter           | 밀리메터          | 英: millimeter           | ミリメートル | 朝鮮も英: milliは밀리と転写するのが原則である。 |

### 語彙査定の差異
そのほか、ソウル方言形と平壌方言形の違い等に由来して、個別語彙の査定について差異が生じたものがある。
| 韓国            | 朝鮮・中国      | 日本語                                                                   | 備考                                                                                           |
| --------------- | --------------- | ------------------------------------------------------------------------ | ---------------------------------------------------------------------------------------------- |
| 거위            | 게사니          | ガチョウ                                                                 |                                                                                                |
| 도시락(밥)      | 도시락(밥)/곽밥 | 弁当                                                                     | 도시락は、元々弁当箱の意味であるが、転じてその中身である弁当を指す言葉としても用いられる。     |
| 망치/마치       | 마치/망치       | 金づち                                                                   | 南北とも両方の語彙を規範語としているが、その定義が異なる。また、韓国では、通常마치を用いない。 |
| 상추            | 부루            | レタス                                                                   |                                                                                                |
| 자장면 / 짜장면 | 짜장면          | チャジャンミョン                                                         | 韓国では、 2011年８月前は、자장면のみを標準語としていた。                                      |
| 싸다            | 눅다/싸다       | 安い                                                                     |                                                                                                |
| 옥수수          | 강냉이          | とうもろこし                                                             |                                                                                                |
| 위              | 우              | 上                                                                       |                                                                                                |
| -               | 마스다          | 使えなくなるように壊したり縮めたりする。「부수다（壊す）」の意味が近い。 | 朝鮮固有の語彙。                                                                               |
| -               | 마사지다        | 「마스다」の自動詞形                                                     | 朝鮮固有の語彙。                                                                               |

「강냉이、우」といった語彙は韓国においても方言形としてしばしば耳にすることができる。

### 言語醇化の差異
また、元の語彙は同じであったものが、言語醇化（朝: 말다듬기）により、個別語彙につき差異が生じたものがある。
| 韓国 | 朝鮮     | 中国   | 古い言葉 | 日本語 |
| ---- | -------- | ------ | -------- | ------ |
| 튀김 | 기름튀기 | 뎀뿌라 | 뎀뿌라   | 天ぷら |

### 辞典類
- 국립국어원 編（朝鮮語）『표준국어대사전』〈2024년 5월〉2000年。
- 《조선말대사전》편집부 編（朝鮮語）『조선말대사전(증보판) [朝鮮語大辞典（増補版）]』사회과학출판사、2017年。ISBN 9789946303963。
- 리승길; 김성근; 홍석희; 최광훈（朝鮮語）『문화어발음사전 [文化語発音辞典]』사회과학출판사、2014年。ISBN 9789946302188。
- 《朝鲜语大辞典》编委会 編（朝鮮語）『조선말대사전 [朝鮮語大辞典]』延边人民出版社〈2023年5月第1版〉、2023年。ISBN 9787544963992。
- 中国朝鲜语学会 編（朝鮮語）『조선말사전 [朝鮮語辞典]』辽宁民族出版社〈2017年11月第1版〉、2017年。ISBN 9787549717354。

### 書籍
- 조선문화어문법규범편찬위원회 著、한선희 編（朝鮮語）『조선문화어문법규범 [朝鮮文化語文法規範]』（2版）사회과학출판사〈조선사회과학학술집〉、2011年7月15日。ISBN 9789946278087。
- 김연수; 김광수; 김철준 著、중국조선어사정위원회 編（朝鮮語）『조선말규범집 [朝鮮語規範集]』延边教育出版社、2016年12月。ISBN 9787552454932。
- 리광국; 김우성 著、김은경; 박광혁 編（朝鮮語）『어휘상식문답 [語彙常識問答]』과학백과사전출판사〈언어학문고〉、2024年3月20日。ISBN 9789946103488。
- 안순남 著、오경학 編（朝鮮語）『사회주의적민족어건설 [社会主義的民族語建設]』사회과학출판사、2022年3月25日。ISBN 9789946304472。
- 리승길; 최광훈; 궁정식; 한명길 著、한경희 編（朝鮮語）『문화어발음상식 [文化語發音常識]』과학백과사전출판사、2015年。ISBN 9789946102184。

### 論文
- 최호철（朝鮮語）『북한 「조선말규범집」의 2010년 개정과 그 의미 [北朝鮮「朝鮮語規範集」の2010年改定とその意味]』민족어문학회〈어문논집〉、2012年。ISSN 1226-6388。
- 박재호（朝鮮語）『《이다》문형의 술어조성법 [「이다」文型の述語造成法]』김일성종합대학〈과학연구〉、2016年11月26日。オリジナルの2023年9月2日時点におけるアーカイブ。
- 김택구 「남・북한 언어 규범의 비교와 통일방안의 모색」（朝鮮語）
- 북측공동편찬위원회「《겨레말큰사전》편찬을 위한 단일언어규범작성요강」(겨레만큰사전남북공동편찬사업회『《겨레말큰사전》편찬위원회 북측 자료집 1(제1차 회의~제5차 회의)』に収録)
- 북측공동편찬위원회「북남언어표기규범의 차이에 대한 항목별자료」(前項括弧内に同じ)
- 김일성《조선어를 발전시키기 위한 몇 가지 문제》(1964)
- 김일성《조선어의 민족적 특성을 옳게 살려 나갈 데 대하여》(1966)

### ウェブサイト
- “남북한 언어 비교” (朝鮮語). nkinfo.unikorea.go.kr.   통일부. 2023年8月13日時点のオリジナルよりアーカイブ。2023年9月18日閲覧。
- “北、シュートは「打ち込み」…コリアに言葉の壁：平昌大会”.   読売新聞 (2018年2月6日). 2021年10月24日時点のオリジナルよりアーカイブ。2023年9月18日閲覧。
- “アイスハキと氷上ホケイ　南北合同チームに「言葉の壁」 - 2018平昌オリンピック（ピョンチャンオリンピック）- 五輪特集”.   朝日新聞 (2018年1月27日). 2018年3月14日時点のオリジナルよりアーカイブ。2018年2月7日閲覧。
- “띄여쓰기규정해설”. 우리 말 배움터.   조선대학교 조선문제연구쎈터 조선어연구실 (2008年8月). 2023年9月18日時点のオリジナルよりアーカイブ。2023年9月18日閲覧。